# Kanajormiut
Kanajormiut [kanaˈjɔmːiut] (nach alter Rechtschreibung Kanajormiut) ist eine wüst gefallene grönländische Siedlung im Distrikt Nanortalik in der Kommune Kujalleq.

## Lage
Kanajormiut liegt auf der kleinen gleichnamigen Insel, die eine Verlängerung der Halbinsel zwischen dem Uunartup Kangerlua und dem Sermilik bildet. Der nächstgelegene Ort ist Alluitsup Paa, das 20 km westnordwestlich liegt.

## Geschichte
Kanajormiut wurde bereits vor 1845 besiedelt. Die Bevölkerung gehörte damals der Herrnhuter Brüdergemeine an. Ab 1911 gehörte der Wohnplatz zur Gemeinde Sydprøven.
1919 lebten 15 Personen im Ort, die in vier Häusern wohnten. Unter ihnen waren vier Jäger, ein Fischer und ein Leser. Die Bewohner lebten hauptsächlich vom Robbenfang.
Nur zwei Jahre später verließen die letzten Einwohner den Wohnplatz.